# Галета Василь Федорович
Василь Федорович Галета — український поет (6 січня 1928, Кривуха Дубенського району Рівненської області — 13 березня 1988)

## Біографія
Народився в селі Кривуха Дубенського району Рівненської області 6.01.1928 року у селянській родині. 
У 15-ти річному віці вивезений до Німеччини. 
Після звільнення пішов на фронт добровольцем, воював у мінометній роті, був поранений, після лікування вже механіком-водієм Т-34. Отримав бойові нагороди медаль «За відвагу» (за прявлений героїзм при відбитті контратаки супротивника 27.04.1944р) та «За перемогу над Німеччиною».
Навчався у Дубенському педагогічному училищі, де на другому курсі в 1948 році був заарештований НКВС та засуджений на 25 років як «ворог народу». 
Перебував у таборах міста Інта (Комі АРСР) де працював у шахті, звільнений через 7 років у зв'язку з розвінчанням культу особи Сталіна. Улітку 1956 р. звільнений з-під варти комісією Президії Верховної Ради СРСР. Після звільнення виїхав до батьків на Рівненщину. Був пов’язаний з Я. Гасюком, який доручив йому роздобути чисті паспортні бланки та за можливістю налагодити зв’язки з оунівським підпіллям.
Працював спочатку в Дубенській автоколоні, потім в промкомбінаті. 
За роки перебування на Півночі написав і зумів зберегти цілий зошит своїх віршів. У цих талановитих поетичних рядках йому вдалося донести ту найзаповітнішу мрію про свободу і щастя, з якою жили і страждали тисячі українців, що перебували в рабстві на чужині за колючими дротами ГУЛАГу. До кінця життя В. Ф. Галета домагався реабілітації, але довідка з Верховного суду прийшла вже після його смерті.
Неодноразово звертався у Верховний суд добиваючись реабілітації.
Помер 14 березня 1988 року, не доживши до реабілітації два місяці.
1995 року в Державному історико-культурному заповіднику міста Дубно започатковано іменний фонд поета. Одна  з вулиць міста носить його ім'я.
У 1998 році на фасаді Дубенського педагогічного коледжу РДГУ по вул. Свободи, 44, відкрито меморіальну табличку. 

## Творчість
Автор збірок «Невільничі струни» (1990), яка вийшла російською мовою у перекладі Віктора Того у 1992 р., «Етап» (1992), які вийли у світ стараннями поета М.Пшеничного.
За життя уродженець села Кривуха Дубенського району не опублікував жодного рядка. Головною причиною такого замовчування стали національні прояви українця. Перебуваючи в таборах, написав ряд віршів, в яких гостро та влучно викривав московсько-більшовицьку гулагівську систему, наприклад "Байка". 
Документальний фільм до ювілею поета із серії «Скарби заповідника» (https://www.youtube.com/watch?v=-9TMtustnwI) 